# Борівниця

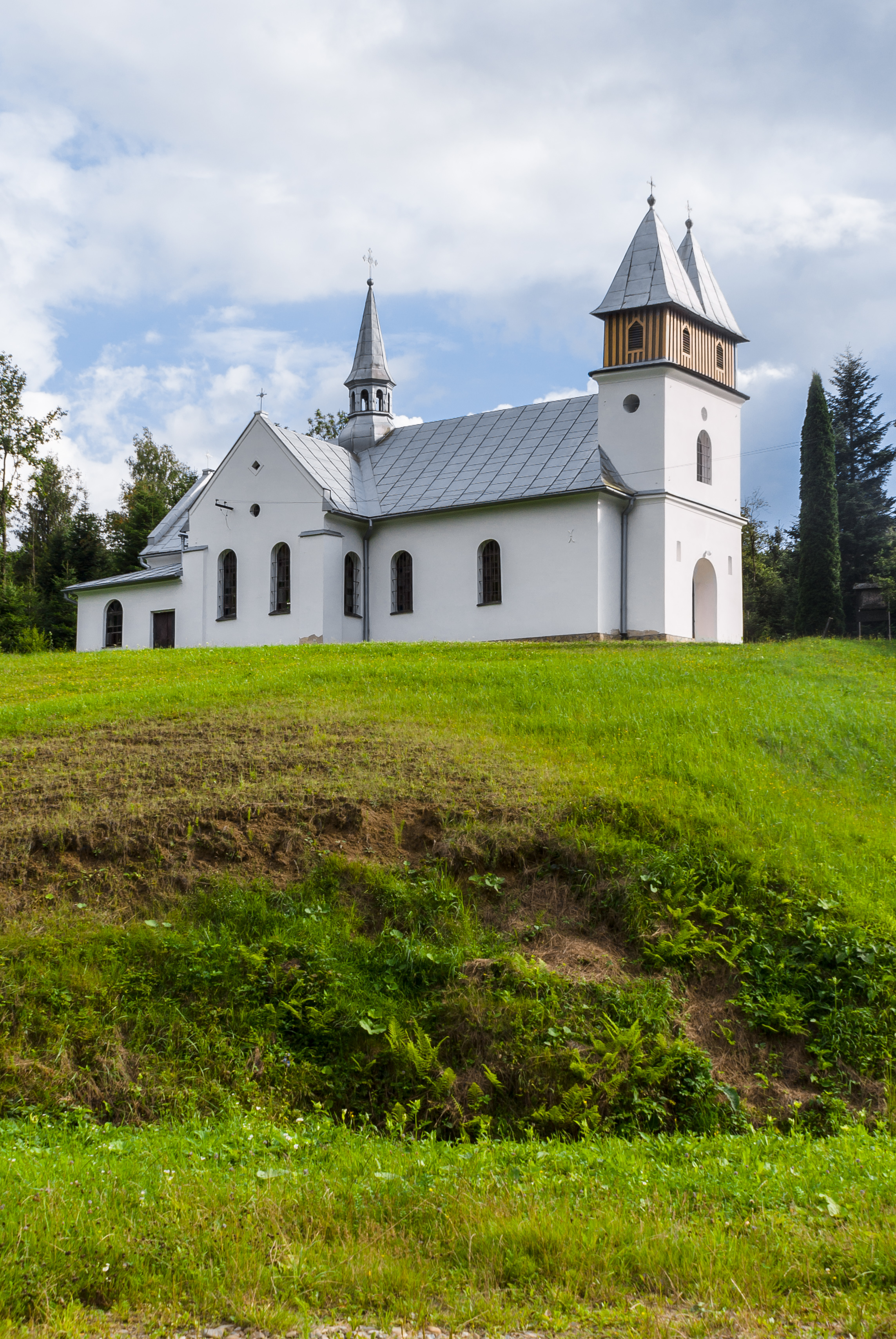
Храм Найсвятішого Серця Ісусового в селі Борівниця

Борівниця (пол. Borownica) — село в Польщі, у гміні Бірча Перемишльського повіту Підкарпатського воєводства.
Населення — 102 особи (2011).

## Географія
Село знаходиться на відстані 13 кілометрів на захід від центру гміни села Бірчі, 35 кілометри на захід від центру повіту міста Перемишля і 43 кілометри на південний схід від столиці воєводства — міста Ряшіва.

## Історія

### Руська доба
Найдавніша історія регіону де розташована Борівниця не відома. З початку Х століття, терени Надсяння, разом із племенами великих хорватів входили до сфери впливу Київської Русі. В XI-XIII століттях на цих землях існувало Перемишльське руське князівство зі столицею в Перемишлі, яке входило до складу Галицького князівства, а пізніше Галицько-Волинського князівства.

## =Епоха польського завоювання
Після захоплення цих земель Польщею територія в 1340–1772 роках входила до складу Сяноцької землі Руського воєводства Королівства Польського.
Село постало в 17 столітті як населений пункт для існуючої тут гути по виробництву скла, котра працювала ще в другій половині 19 століття.

### Доба австрійського панування
В 1772 році внаслідок першого поділу Польщі Борівниця відійшла до імперії Габсбургів.

### Міжвоєнний період
Після розпаду Австро-Угорщини і утворення Другої Речі Посполитої це українське село Надсяння, як й інші етнічні українські території (Лемківщина, Підляшшя, Сокальщина, Равщина і Холмщина), опинилося по польському боці розмежування лінії Керзона, у так званому Закерзонні, що було закріплено в Ризькому мирному договорі 1921 року.
1 липня 1926 року з сільської гміни Явірник Руський вилучені присілки Борівниця, Жмулиська і Потік Чорний і з них створено самостійну сільську гміну Борівниця.
1 серпня 1934 р. внаслідок адміністративної реформи сільська громада Борівниці втратила право самоврядності та була включена до об’єднаної сільської гміни Жогатин.
На 1.01.1939 в Борівниці з 760 жителів було 30 польськомовних українців-грекокатоликів, 720 поляків і 10 євреїв. Борівниця належала до греко-католицької парафії Явірник-Руський Бірчанського деканату Перемиської єпархії, до парафії також належали Жогатин з Процівкою.
До Другої світової війни Борівниця була присілком Явірника-Руського.

### Період ІІ Світової війни
Після нападу 1 вересня 1939 року Третього Рейху на Польщу й початку Другої світової війни та вторгнення СРСР до Польщі з 17 вересня 1939 року, Борівниця, що знаходиться на правому, східному березі Сяну, разом з іншими навколишніми селами відійшла до СРСР і ввійшла до складу Бірчанського району (районний центр — Бірча) утвореної 27 листопада 1939 року Дрогобицької області УРСР (обласний центр — місто Дрогобич).
З початком німецько-радянської війни село вже в перший тиждень було зайняте військами вермахту.
В кінці липня 1944 року село було зайняте Червоною Армією.
13 серпня розпочато мобілізацію українського населення Дрогобицької області до Червоної Армії (облвоєнком — підполковник Карличев).
В березні 1945 року Борівниця, як і весь Бірчанський район з районним центром Бірча, Ліськівський район з районним центром Лісько та західна частина Перемишльського району включно з містом Перемишль зі складу Дрогобицької області передано Польщі.

### Післявоєнна Польща
Москва підписала й 16 серпня 1945 року опублікувала офіційно договір з Польщею про встановлення лінії Керзона українсько-польським кордоном та, незважаючи на бажання українців залишитись на рідній землі, про передбачене «добровільне» виселення приблизно одного мільйона українців з «Закерзоння», тобто Підляшшя, Холмщини, Надсяння і Лемківщини.,
Розпочалося виселення українців з рідної землі. Проводячи депортацію, уряд Польщі, як і уряд СРСР, керувалися Угодою між цими державами, підписаною в Любліні 9 вересня 1944 року, але, незважаючи на текст угоди, у якому наголошувалось, що «Евакуації підлягають лише ті з перелічених (…) осіб, які виявили своє бажання евакуюватися і щодо прийняття яких є згода Уряду Української РСР і Польського Комітету Національного Визволення. Евакуація є добровільною і тому примус не може бути застосований ні прямо, ні посередньо. Бажання евакуйованих може бути висловлено як усно, так і подано на письмі.», виселення було примусовим і з застосуванням військових підрозділів.
У 1975-1998 роках село належало до Перемишльського воєводства.

### Напад УПА
Борівниця стала осередком для польської шовіністичної банди під керівництвом Яна Котвіцького «Сліпого», яка задля терору українців і примусу їх до втечі нападала, вбивала і палила регулярно довколишні українські села. Зокрема, чоловіче населення села, брало участь у знищенні села Павлокома. У відповідь, відділи УПА здійснили напад на Борівницю, під час якого, зачитавши вирок за бійню у Павлокомі, розстріляли групу дорослих чоловіків. Жінок та дітей відпустили. Oднак у списку жертв є 17 жінок і 9 дітей. Внаслідок дій УПА, також було спалено сільські будівлі. Після цього польське населення, загалом покинуло село, частково повернувшись згодом.

## Населення
Демографічна структура станом на 31 березня 2011 року:
|          | Загалом | Допрацездатний вік | Працездатний вік | Постпрацездатний вік |
| -------- | ------- | ------------------ | ---------------- | -------------------- |
| Чоловіки | 53      | 9                  | 37               | 7                    |
| Жінки    | 49      | 7                  | 31               | 11                   |
| Разом    | 102     | 16                 | 68               | 18                   |

- 1926 — 14 греко-католиків
- 1938 — 30 греко-католиків